# Die Amorettenhändlerin (Joseph-Marie Vien)

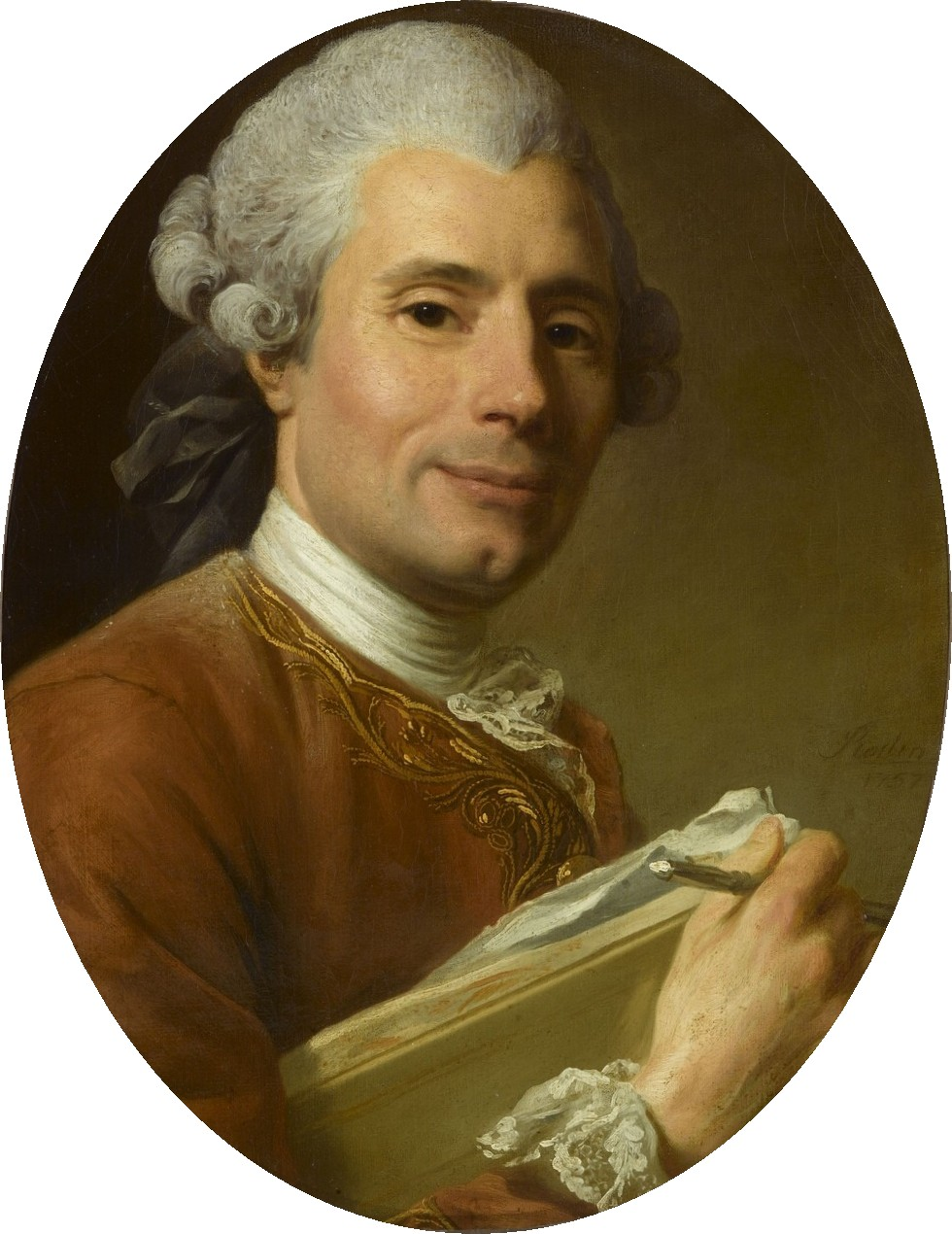
Joseph-Marie Vien (1757)

Die Amorettenhändlerin (französisch La Marchande d’Amours oder auch La Marchande à la toilette) ist ein Ölgemälde des französischen Malers Joseph-Marie Vien und gilt als eines der ersten Werke des Klassizismus. Dargestellt ist eine antike Genreszene mit einer Händlerin, die kindliche geflügelte Liebesgötter (Amoretten) zum Verkauf anbietet. Als Vorlage diente ein gleichnamiges Fresko aus der römischen Antike, die Amorettenhändlerin von Stabiae.

## Vorgeschichte
Nachdem sich Vien Mitte der 1750er Jahre unter Anleitung des Archäologen und Literaten Anne-Claude-Philippe, Comte de Caylus mit der antiken Maltechnik der Enkaustik beschäftigt und einige Gemälde geschaffen hatte, darunter eine bemerkenswerte Minerva, gab er die Wachsmalerei auf und wandte sich der Darstellung antiker Genreszenen zu. Er glaubte, dass er mit der Genremalerei, wenn sie sich auf antike Vorbilder stützt, die Kultur und Lebensweise der Antike rekonstruieren könnte. Auch hier scheint er unter dem Einfluss des Comte de Caylus gestanden zu haben, der in einem für Maler und Bildhauer bestimmten Werk empfahl, sich nicht nur mit den Heldentaten antiker Heroen zu beschäftigen, sondern auch mit Genreszenen des alltäglichen Lebens. Dabei konzentrierte sich das Interesse zunächst auf die griechische Antike.

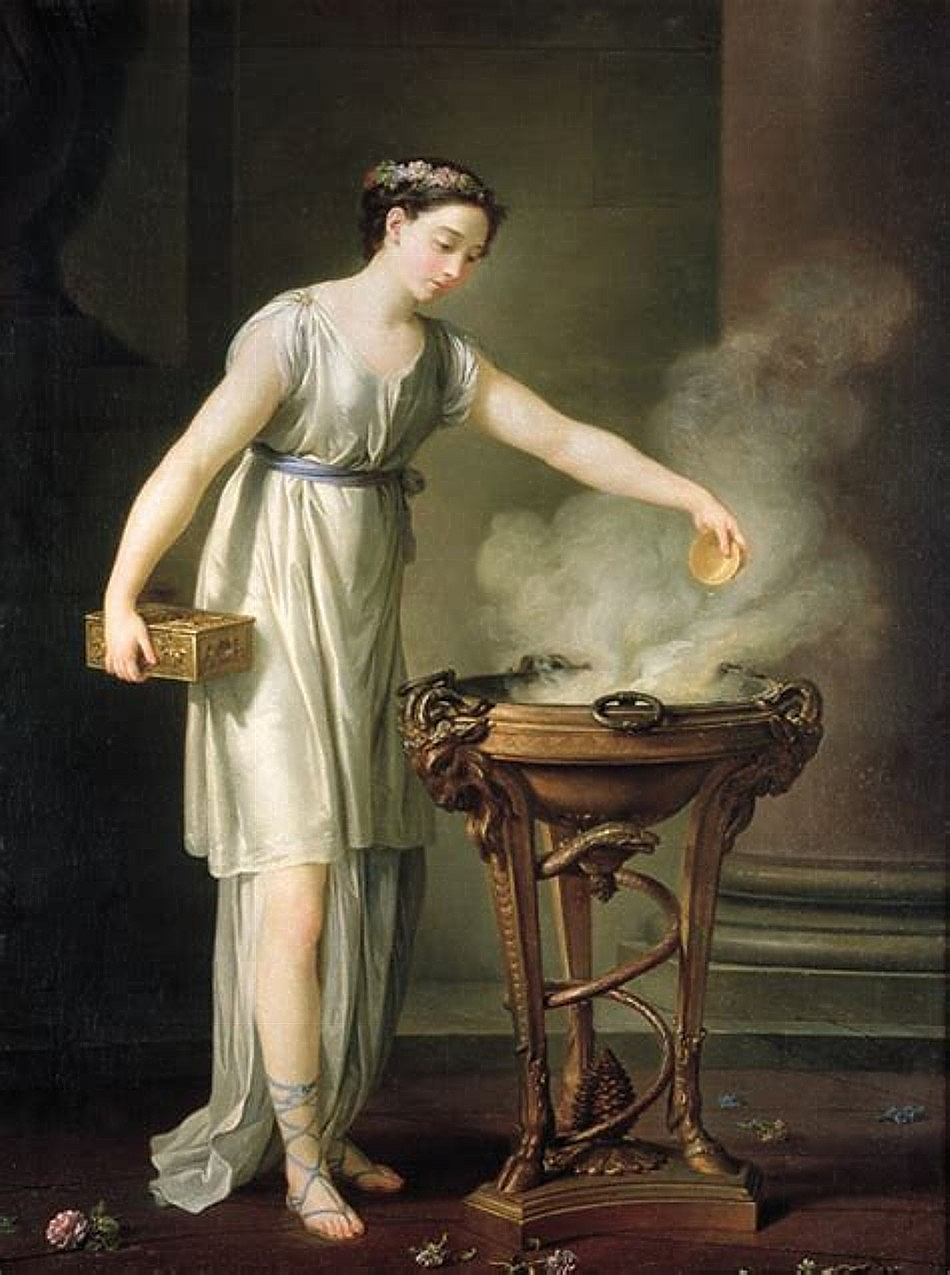
La vertueuse Athénienne von Joseph-Marie Vien (1762)

Vien fertigte zunächst zwei Gemälde mit antik griechischem Sujet an, La vertueuse Athénienne (Die tugendhafte Athenerin) und La jeune Corinthienne (Die junge Korintherin), die Anfang der 1760er Jahre im Salon de Paris ausgestellt wurden. Diese Bilder à la grecque, wie man sie damals nannte, waren ein großer Erfolg, da man aufgrund des schönen Ideals und der kultivierten Einfachheit den Geschmack der Antike zu erkennen glaubte. Vien wandte sich mehrere Jahre lang beinahe ausschließlich dieser Bildgattung zu. 1763 schuf Vien mit La Marchande d’Amours (Die Amorettenhändlerin) ein Gemälde, das aus dieser Reihe herausragte, da er hier das Thema und die Komposition von einem antiken Fresko übernahm und dadurch unmittelbar einen Bezug zu einem antiken Vorbild herstellte. Das Fresko, das man 1759 in Stabiae entdeckt hatte, wurde 1762 in einer Publikation über die Ausgrabungsarbeiten mit einem Kupferstich von Giovanni Elia Morghen nach einer Zeichnung von Carlo Nolli veröffentlicht. Dieser Kupferstich diente Vien wahrscheinlich als Vorlage.

## Das antike Fresko

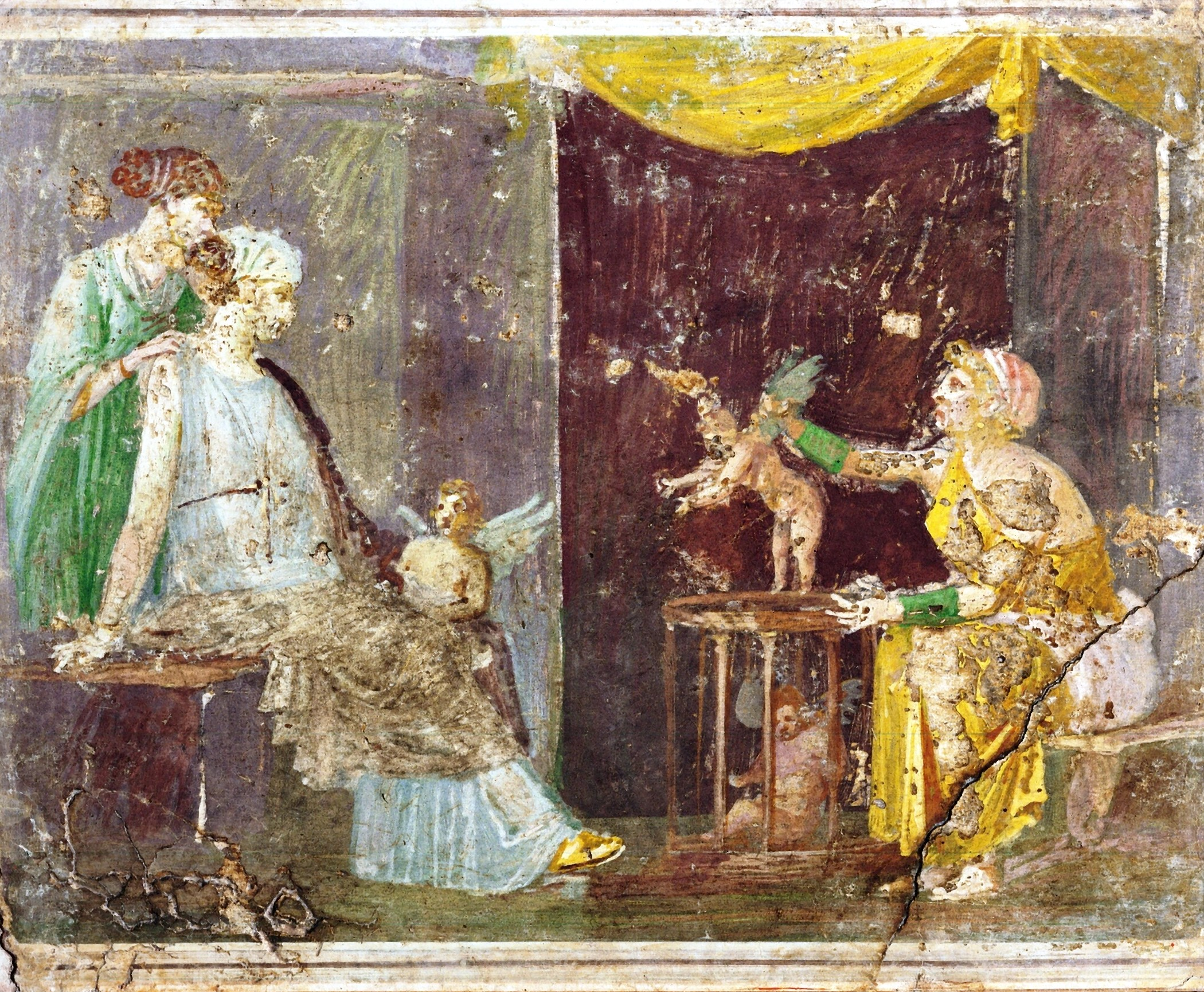
Die Amorettenhändlerin von Stabiae aus dem 1. Jh. n. Chr.

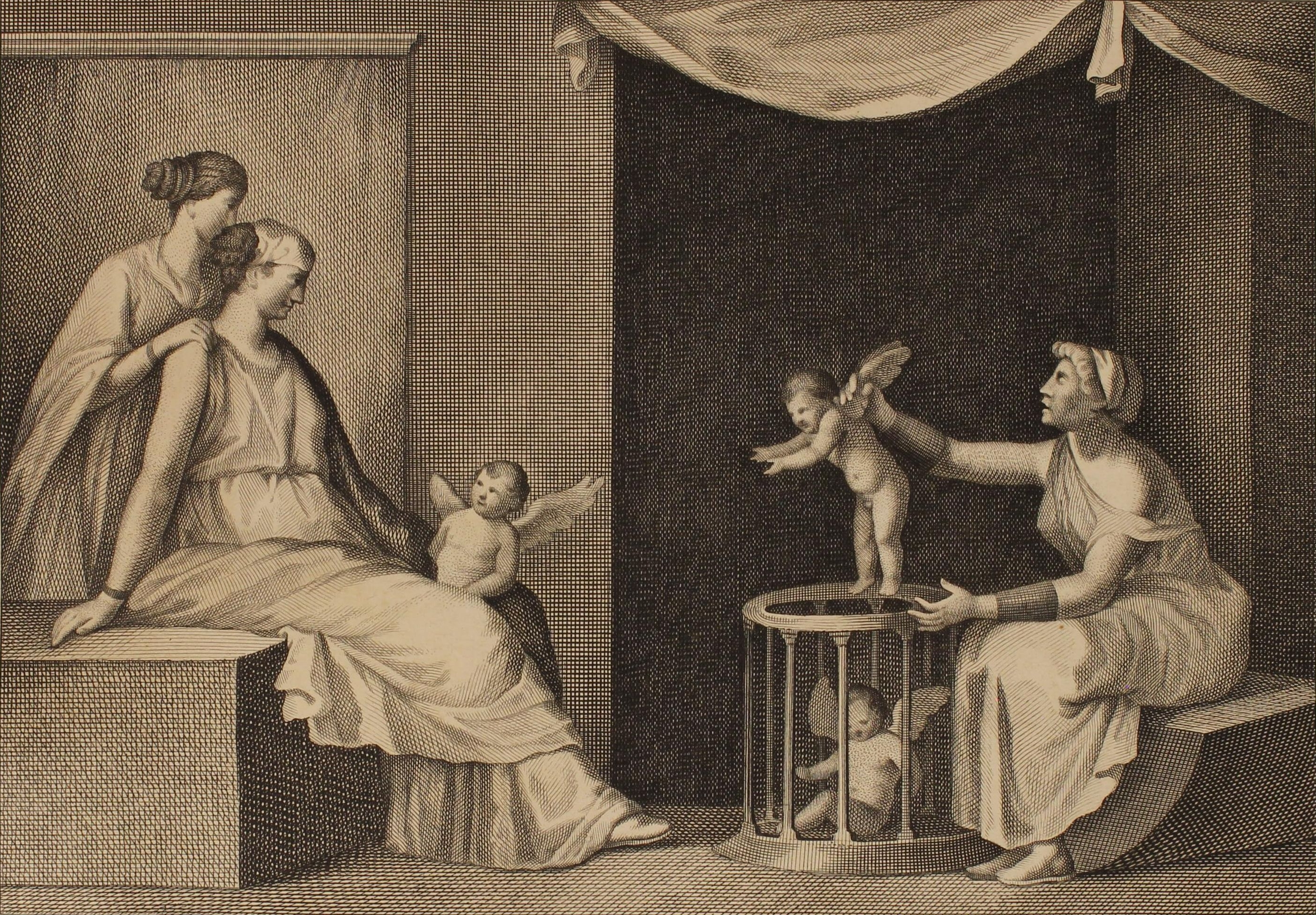
Kupferstich von Giovanni Elia Morghen nach einer Zeichnung von Carlo Nolli (1762)

Die römische Wandmalerei stammt aus der Mitte des ersten Jahrhunderts n. Chr. und befand sich in einem Schlafzimmer (cubiculum) der Villa Arianna. Der Raum war ausschließlich mit Darstellungen weiblicher Figuren geschmückt. Das nur 28 cm breite und 22 cm hohe Fresko, das heute im Archäologischen Nationalmuseum Neapel aufbewahrt wird, bildete anscheinend das Zentrum einer Wanddekoration. Durch den Hintergrund und die Anordnung der Figuren wird das Wandbild in zwei Zonen unterteilt. Auf der linken Seite ist eine sitzende römische Matrona zusammen mit einer vertrauten Person dargestellt, die der Matrona eine Hand auf die Schulter gelegt hat. Von der Matrona teilweise verdeckt erkennt man ein schwebendes geflügeltes Wesen. Auf der rechten Seite ist wahrscheinlich eine Kurtisane abgebildet, die einen kleinen Amor aus dem Käfig nimmt und ihn an einem Flügel hält, während ein anderer Putto im Käfig darauf wartet, gezeigt zu werden. Die Szene ist vermutlich durch ein damals populäres Theaterstück oder Gedicht inspiriert. Die geflügelten kindlichen Wesen sind eine Erscheinungsform des römischen Gottes Amor und werden als Amoretten bezeichnet.

## Das Gemälde
Das Gemälde entspricht hinsichtlich der Proportionen etwa der antiken Vorlage, ist aber etwa fünfmal so lang und breit. Vien kopierte nicht einfach das antike Fresko, sondern wandelte es in vielerlei Hinsicht ab. Zunächst stellte er die Szene seitenverkehrt dar, so dass die drei Frauen von links nach rechts aufsteigend angeordnet sind, wie es die Konvention damals erforderte. Denkbar wäre auch, dass er sich an einem seitenverkehrten Reproduktionsstich orientierte. Die Wand im Hintergrund gestaltete Vien abweichend von der antiken Vorlage in einem monochromen Farbton und gliederte sie durch kannelierte Pilaster. Zudem ergänzte er die Szenerie durch Möbel und Dekoration. An der Wand zwischen den Pilastern sieht man nun ein hohes Podest mit einem antiken Gefäß. Neu ist auch der mit einem Tuch abgedeckte Tisch, auf dem sich ein Räuchergefäß, eine Blumenvase, ein Schmuckkästchen und eine Perlenkette befinden. Aus der einfachen Sitzgelegenheit der Matrona machte Vien einen reichverzierten Sessel. Hinzu kommt ein kostbarer Teppich, auf dem sich jetzt die Szene wie in einem zeitgenössischen französischen Salon abspielt. Dementsprechend zurückhaltend ist auch die gesamte Farbgebung mit zarten und gedämpften Pastelltönen statt der kräftigen Farben aus der Antike. Die strenge reliefartige Gesamtkomposition behielt Vien aber bei.
Die Anordnung der Figuren übernahm Vien aus der antiken Vorlage, veränderte aber ihre Position und Haltung und stellte sie jünger und schlanker dar. Die Matrona stützt sich nicht mehr mit dem Arm nach hinten ab, sondern lehnt sich leicht an die Rückenlehne des Sessels. Die Person hinter ihr nimmt nun eine distanziertere Haltung ein, so dass sie nun wie eine Dienerin wirkt. Einen starken Gegensatz zu ihrer zurückhaltenden und scheuen Pose bildet ihre entblößte rechte Brust. Die größte Abwandlung erfährt die Händlerin, die nun wie eine Sklavin vor den beiden vornehmen Damen kniet. Die Händlerin bietet der Kundin ein Exemplar mit farblich zum blauen Kleid passenden Flügeln an. Allerdings wendet sich der kleine Gott von der Kundin ab und unterstreicht sein Missfallen durch eine entsprechende Geste. Vien beließ alle drei Liebesgötter noch im Besitz der Händlerin und ersetzte den Käfig durch einen Korb, wodurch die Frivolität der Szene gemildert wird. Insgesamt scheinen aber alle Figuren unbewegt und ihr Ausdruck wirkt reduziert und beinahe temperamentlos. Diese Affektreduzierung wird für den späteren Klassizismus stilbildend sein.

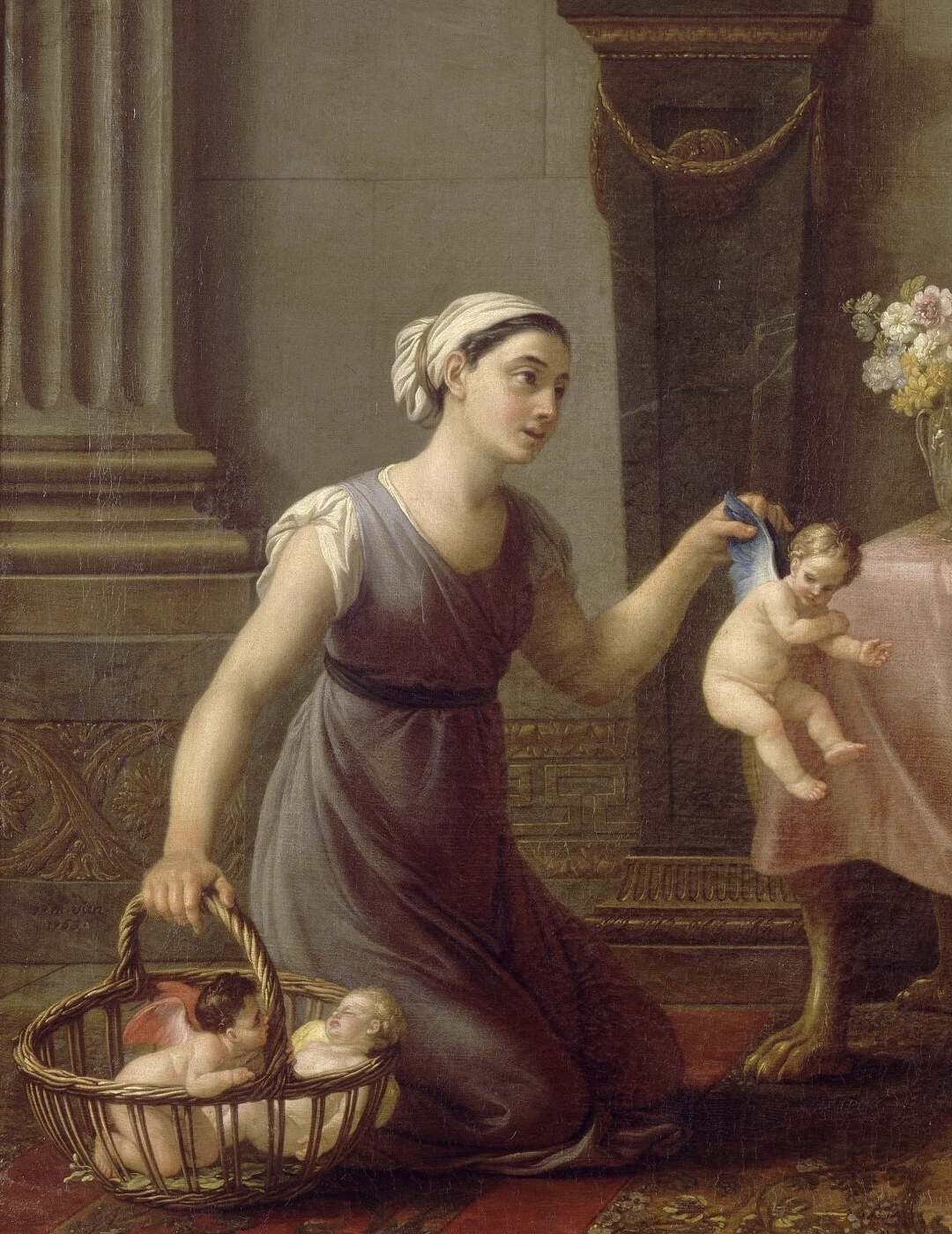
Die Amorettenhändlerin
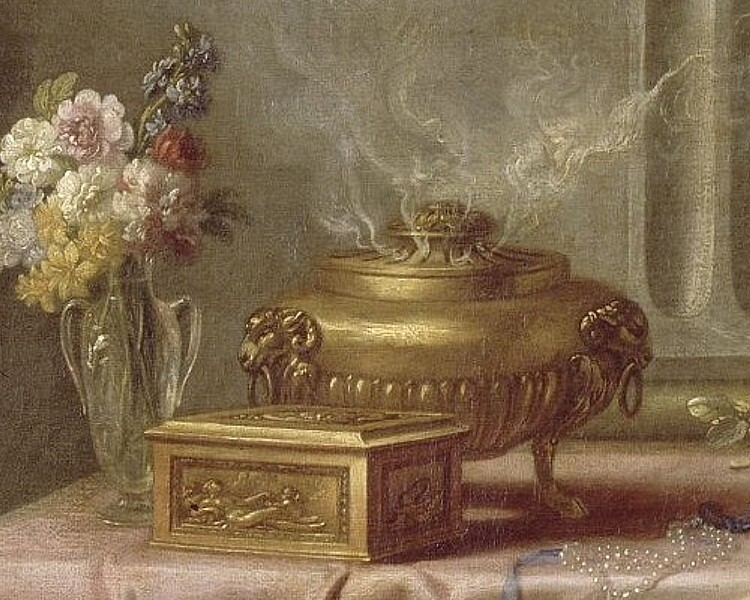
Stillleben auf dem Tisch
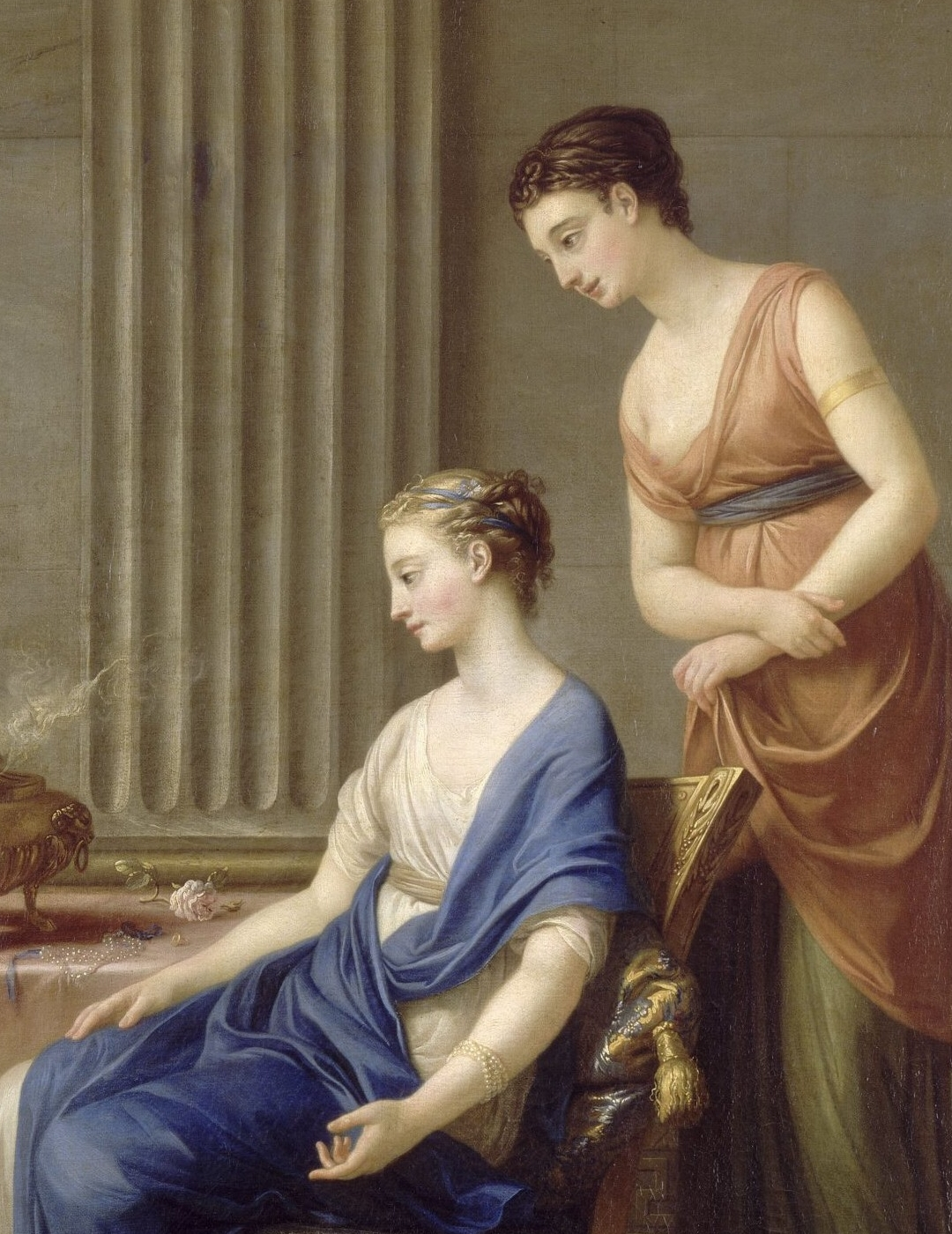
Die Kundinnen
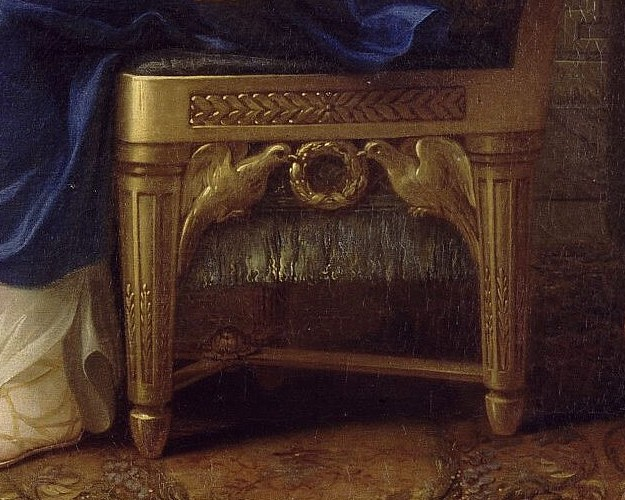
Verzierungen des Sessels
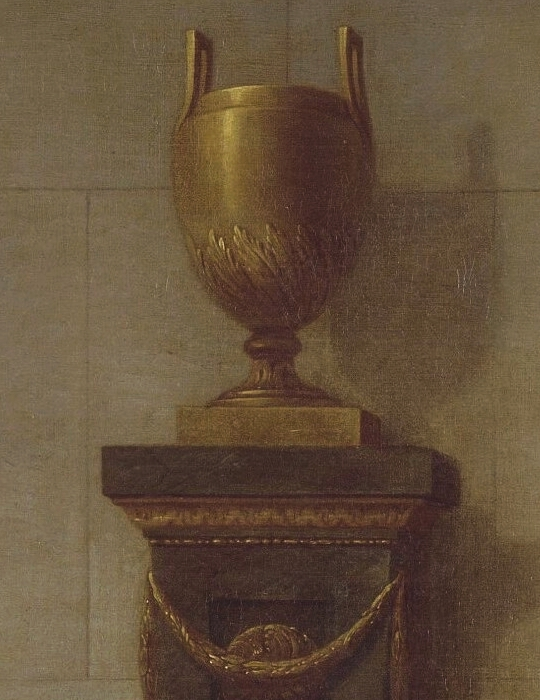
Podest mit Gefäß

## Rezeption
Das Gemälde wurde 1763 neben anderen Werken von Vien auf dem Salon de Paris zusammen mit einer Abbildung des antiken Freskos ausgestellt und sorgte für großes Aufsehen, da das Publikum hier erstmals die Möglichkeit hatte, ein modernes Gemälde mit einer antiken Vorlage zu vergleichen. In der Ausstellung betitelte man Viens Bild mit La marchande à la toilette, damals die Bezeichnung für eine Verkäuferin von Accessoires. Hervorgehoben wurde die Schilderung aller Details wie die sorgfältige Darstellung der Gewänderfalten, des Schnitzwerks des Sessels, des Teppichmusters und des Stilllebens auf dem Tisch. Man erkannte dabei die Antike mit aller Bestimmtheit als Vorbild an und betonte die gelungene Verwirklichung im antiken Stil.
Vor allem der Schriftsteller und Kunstkritiker Denis Diderot lobte die vollendete Malweise, die Harmonie der Farben, den Geschmack und die Poesie des Bildes. Die Werke von François Boucher und seinen Schülern überzog Diderot dagegen mit vernichtender Kritik und prangerte die ganze Stilrichtung des Rokoko als überlebt an. Im klassizistischen Stil von Vien erkannte Diderot eine Möglichkeit zur Erneuerung der französischen Malerei und erhoffte sich ein Ende der nach seiner Auffassung geschmacklosen Kunst seit der Régence.
Das antike Fresko und Viens Gemälde blieben über viele Jahre dem kunstinteressierten Publikum präsent und wurden über Frankreichs Grenzen hinaus bekannt. Jacques Firmin Beauvarlet fertigte einen großformatigen Druck von Viens Gemälde an, der im Salon von 1779 ausgestellt wurde und das Bild weiter verbreitete. Sowohl das Gemälde als auch das antike Fresko und die dazugehörigen Drucke inspirierten Nachbildungen, die von Textilien und Porzellan bis hin zu Flachreliefs und gravierten Edelsteinen reichten.

## Provenienz

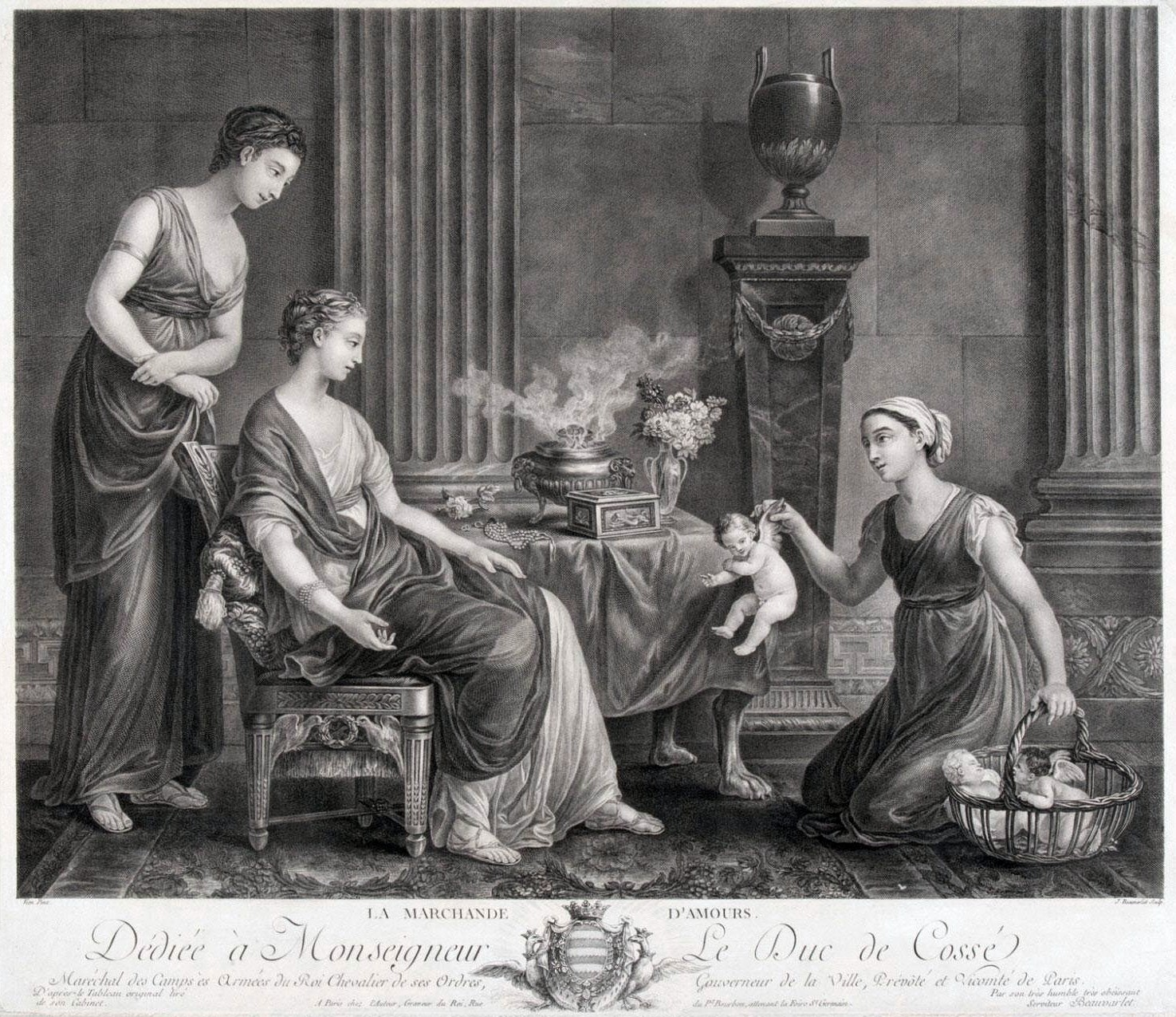
Kupferstich von Jacques-Firmin Beauvarlet mit einer Widmung für den Duc de Cossé-Brissac (1778)

Um 1778 erwarb Louis Hercule Timoléon, Duc de Cossé-Brissac und Gouverneur von Paris, das Gemälde und schenkte es 1788 seiner Geliebten Marie-Jeanne Bécu, Comtesse du Barry, die vorher eine Mätresse des 1774 verstorbenen Königs Ludwig XV. gewesen war. Die Comtesse, die auch eine wichtige Förderin von Vien war, bewahrte das Bild in ihrem Schloss in Louveciennes auf. Im Verlauf der Französischen Revolution wurde das Schloss 1791 geplündert und das Gemälde beschlagnahmt. Der Duc de Cossé-Brissac und die Comtesse du Barry fielen kurze Zeit später den Revolutionswirren zum Opfer. Während der Julimonarchie verbrachte man 1837 das Bild nach Schloss Fontainebleau. Dort hing es in den Gemächern von Helene, Herzogin von Orléans, der Schwiegertochter von König Louis-Philippe I. Heute wird das Werk, das sich unter der Inventarnummer 8424 im Besitz des Louvre befindet, als Dauerleihgabe in der Galerie des Fastes von Schloss Fontainebleau ausgestellt.

## Hintergrund
Bis zur Mitte des 18. Jahrhunderts war die antike Malerei nahezu ausschließlich aus der Literatur bekannt. Nur wenige figurative Darstellungen und ornamentale Dekorationen waren seit der Renaissance entdeckt worden. Die Wiederentdeckung antiker Fresken in Herculaneum und Stabiae sorgten daher für großes Aufsehen. Vien erhielt nun die Möglichkeit, durch unmittelbare Anschauung die antike Malerei nachzubilden, nachdem er sich schon in den 1750er Jahren mit antiken Themen und Maltechniken beschäftigt hatte. Diderot und seine Zeitgenossen bewerteten daher Viens Bild als gelungenen Versuch, das Vorbild der Antike für die Gegenwart zu nutzen, um die in die Krise geratene spätbarocke Malerei zu erneuern. Vien vollzog damit als erster Maler in Frankreich den Schritt zum Klassizismus des 18. und 19. Jahrhunderts.

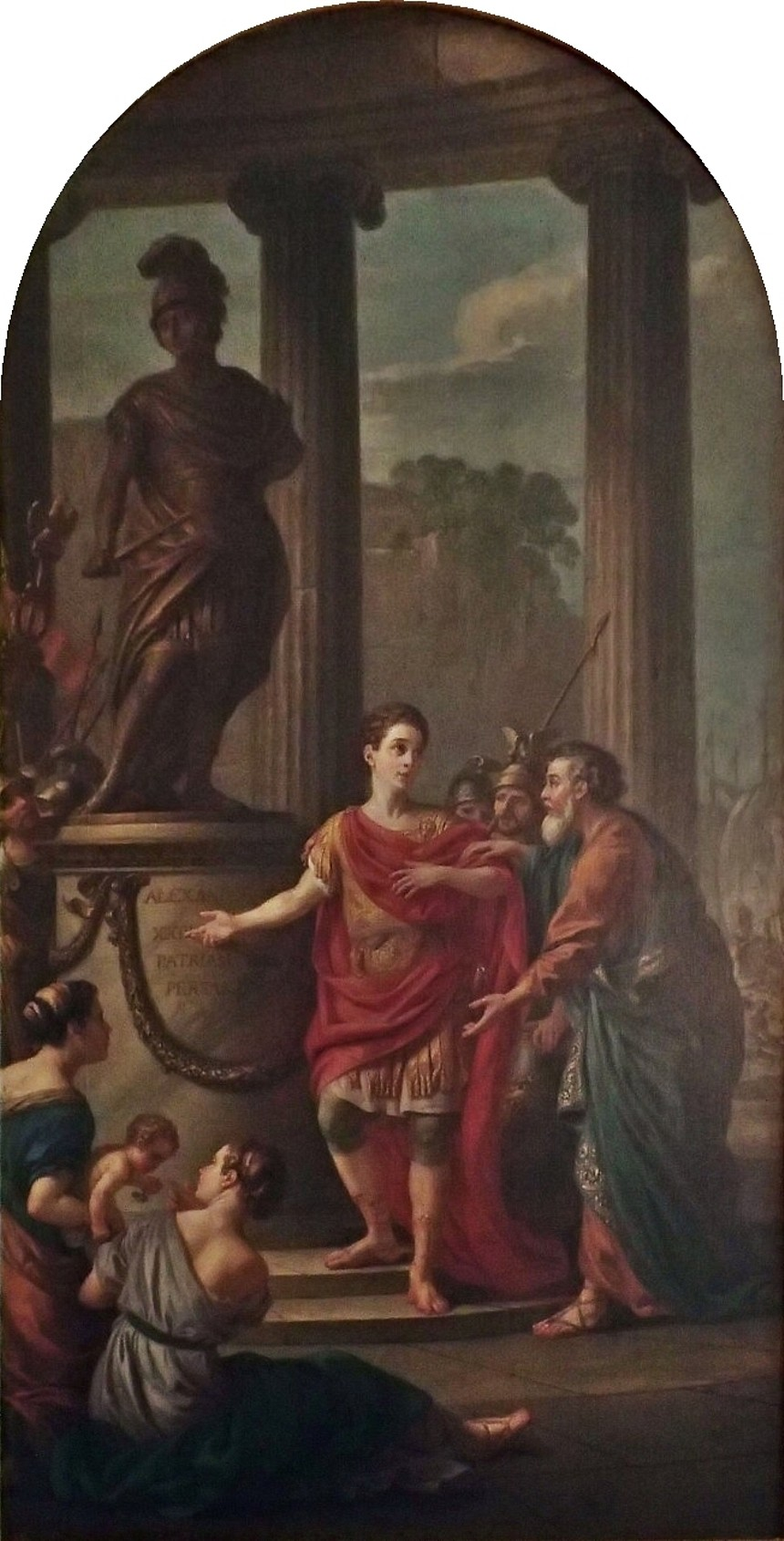
Caesar vor der Statue von Alexander von Joseph-Marie Vien (1767)

Nach Viens Erfolg im Pariser Salon von 1763 kamen Genrebilder à la grecque in Mode und zahlreiche Künstler schufen Bilder in diesem Stil. Auch Viens Gemälde wurde noch Jahre später als Kupferstich reproduziert und verbreitet. Vien wandte sich aber anderen Bildgattungen zu und beschäftigte sich mit historischen, mythologischen und religiösen Themen. Diderot, der noch kurz vorher Viens Gemälde gepriesen hatte, kritisierte dessen Historienbilder, darunter César face à la statue d’Alexandre (Caesar vor der Statue von Alexander), das im Salon 1767 zu sehen war. Die Historienmalerei galt damals als Höhepunkt jeder künstlerischen Tätigkeit. Auch aus heutiger Sicht überzeugen Viens Historienbilder nicht, da er versuchte, ein heroisches Thema im Stil seiner Genrebilder à la grecque zu gestalten. Erst Viens Schüler Jacques-Louis David sollte es 1782 mit dem Schwur der Horatier gelingen, den Klassizismus auf die Historienmalerei zu übertragen.

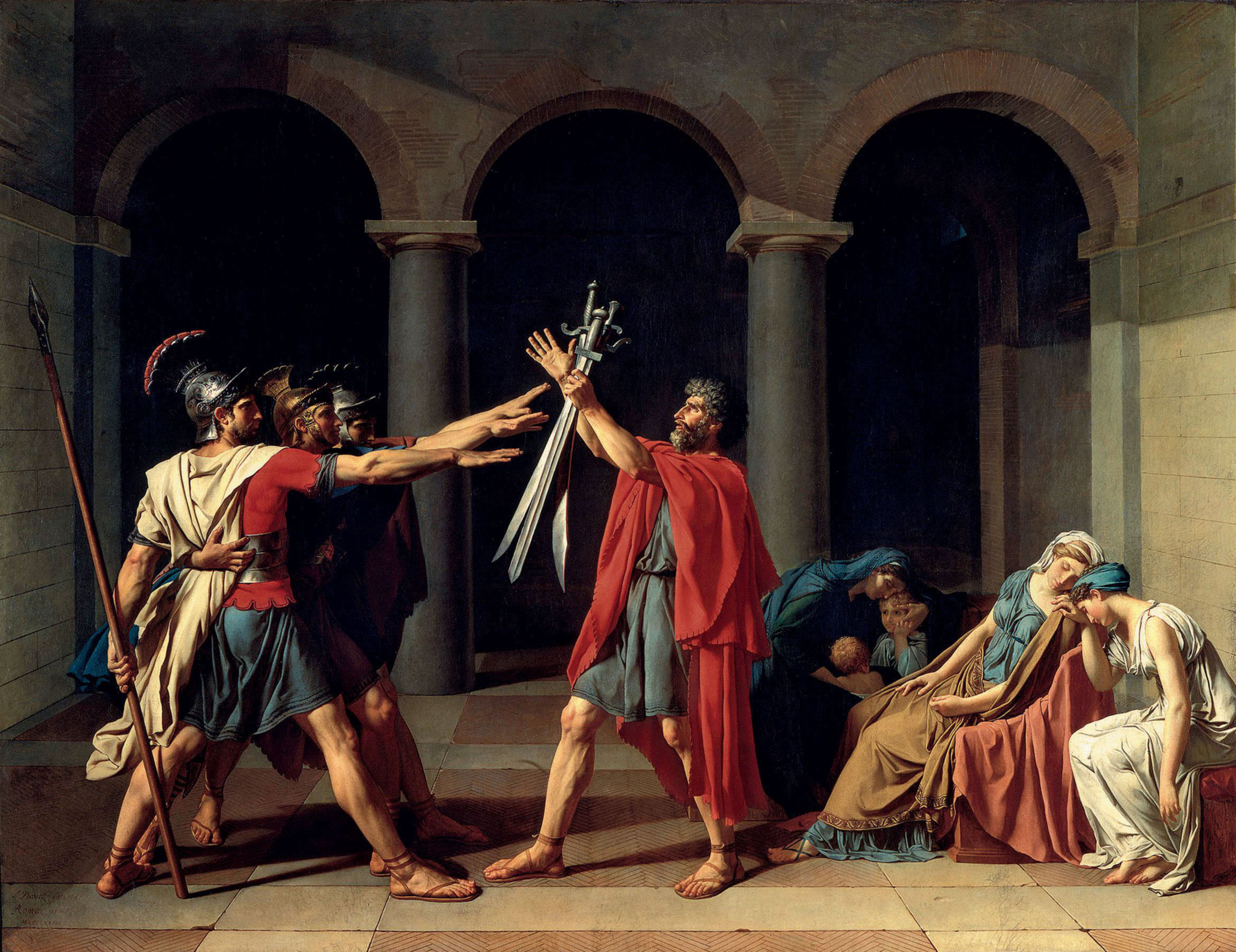
Der Schwur der Horatier von Jacques-Louis David (1782)